# Antoine Walker
Antoine Devon Walker (Chicago, 12. kolovoza 1976.) američki je profesionalni košarkaš. Igra na poziciji niskog krila, a može igrati i krilnog centra. Izabran je u 1. krugu (6. ukupno) NBA drafta 1996. od strane Boston Celticsa. Trenutačno je slobodan igrač.

## Rana karijera
Walker je pohađao srednju školu Mount Carmel High School. Nakon srednje škole odlučio je pohađati sveučilište u Kentuckyju. Bio je važan igrač Wildcatsa u osvajanju NCAA natjecanja 1996. Kao freshman osvojio je nagradu za najkorisnijeg igrača SEC natjecanja. Kao sophomore izabran je u All-SEC momčad, All-SEC momčad natjecanja i All-NCAA Regional momčad. Nakon završetka druge godine sveučilišta odlučio se prijaviti na NBA draft 1996.

## NBA karijera
Izabran je kao 6. izbor NBA drafta 1996. od strane Boston Celticsa. U svojoj rookie sezoni izabran je u All-Rookie prvu petorku i predvodio je Celticse u poenima (17.5) i skokovima (9.0). Unatoč sjajnim igrama Walkera, Celticsi su završili s najgorim omjerom u povijesti kluba 15-67. Iduće sezone Walker je izborio nastup na All-Star utakmici kao zamjena i prosječno je postizao 22.4 poena i 10.2 skokova. Postigao je učinak karijere od 49 poena protiv Washington Wizardsa, ali i te sezone Celticsi završavaju sezonu s lošim omjerom 36-46. Nakon što su Celticsi na draftu 1998. odabrali Paula Pierca, Walker je dobio dugo očekivanu pomoć. U sezoni 2001./02. Walker je imao najbolju sezonu u karijeri i s Piercom je odveo Celticse do omjera 49-33 i prvog doigravanja u 7 godina. Prosječno je postizao 22 poena, 9 skokova i 5 asistencija. Walker i Pierce su odveli Celticse sve do finala Istočne konferencije gdje su ih pobijedili Netsi u šest utakmica. U sezoni 2003./04. Walker je ostvario treći nastup na All-Star utakmici ali je loše igrao. Unatoč prosjeku od 20 poena po utakmici, Walker je imao jako slab šut iz igre od 38% što je jako loše za nisko krilo. Celticsi su imali prosječnu sezonu, a u doigravanju Netsi su ih lako pobijedili u polufinalu Istoka rezultatom 4-0. Devet dana prije početka nove sezone Walker je mijenjan u Dallas Maverickse. U Mavericksima Walker je imao slabu minutažu te je korišten u rotaciji zbog mnogobrojnih zvijezda u momčadi. 8. kolovoza 2004. Walker je mijenjan u Atlanta Hawkse zajedno s Tonyjem Delkom za Jasona Terryja, Alana Hendersona i budući izbor na draftu. 24. veljače 2005. Walker se vratio nazad u Celticse u velikoj zamjeni gdje su Gary Payton, Tom Gugliotta, Michael Stewart i budući izbor prvog kruga na draftu završili u Hawksima. 2. kolovoza 2005. Walker je sudjelovao u najvećoj razmjeni u NBA povijesti. U toj razmjeni sudjelovale su 5 momčadi uključujući 13 igrača. Tom zamjenom Walker je završio u Miami Heatu s kojima je 20. lipnja 2006. osvojio svoj prvi NBA prsten. U zadnjoj utakmici finala Walker je postigao 14 poena i 11 skokova. 24. listopada 2007. Walker je mijenjan u Minnesota Timberwolvese zajedno s Michaelom Doleacom, Wayneom Simienom, budućim izborom prvog kruga NBA drafta i nešto nadoplate za Rickya Davisa i Marka Blounta. 27. lipnja 2008. Walker je mijenjan u Memphis Grizzliese zajedno s Markom Jarićem, Gregom Bucknerom i O. J. Mayom za Mikea Millera, Briana Cardinala, Jasona Collinsa i Kevina Lovea. Walker je trenutačno slobodan igrač nakon što su ga Grizzliesi otpustili.

## Pljačke
U srpnju 2000. Walker i Nazr Mohammed opljačkani su u Chicagu dok su čekali otvorenje restorana. 9. srpnja 2007. Walker je ponovno opljačkan u svojoj kući u kojoj je navodno bio s još dvije osobe. Pljačkaši su mu zaprijetili oružjem i pritom otuđili vozilo, gotovinu i nakit. Na sreću, svi su prošli bez ozljeda.

## Vožnja u pijanom stanju
Prema riječima tamošnje policije Walker je 5. siječnja 2009., tj. ponedjeljak ujutro upravljao crnim Mercedesom bez upaljenih svjetala, zbog čega ga je prometnik zaustavio, a potom i namirisao alkohol kod, kako se navodi, vozača koji je djelovao pospano. Walker je odbio pristupiti alkotestu, pa je zadržan u policijskoj postaji dok nije uplaćena jamčevina u iznosu od 1000 američkih dolara.

## NBA statistika

### Regularni dio
| Godina    | Klub      | Odig. uta. | Uta. poč. | Min. | 2P%  | 3P%  | Sl. bac.% | Skok. | Asist. | Ukr. lop. | Blok. | Poena |
| --------- | --------- | ---------- | --------- | ---- | ---- | ---- | --------- | ----- | ------ | --------- | ----- | ----- |
| 1996./97. | Boston    | 82         | 68        | 36.2 | .425 | .327 | .631      | 9.0   | 3.2    | 1.3       | .6    | 17.5  |
| 1997./98. | Boston    | 82         | 82        | 39.9 | .423 | .312 | .645      | 10.2  | 3.3    | 1.7       | .7    | 22.4  |
| 1998./99. | Boston    | 42         | 41        | 36.9 | .412 | .369 | .559      | 8.5   | 3.1    | 1.5       | .7    | 18.7  |
| 1999./00. | Boston    | 82         | 82        | 36.6 | .430 | .256 | .699      | 8.0   | 3.7    | 1.4       | .4    | 20.5  |
| 2000./01. | Boston    | 81         | 81        | 41.9 | .413 | .367 | .716      | 8.9   | 5.5    | 1.7       | .6    | 23.4  |
| 2001./02. | Boston    | 81         | 81        | 42.0 | .394 | .344 | .741      | 8.8   | 5.0    | 1.5       | .5    | 22.1  |
| 2002./03. | Boston    | 78         | 78        | 41.5 | .388 | .323 | .615      | 7.2   | 4.8    | 1.5       | .4    | 20.1  |
| 2003./04. | Dallas    | 82         | 82        | 34.6 | .428 | .269 | .554      | 8.3   | 4.5    | .8        | .8    | 14.0  |
| 2004./05. | Atlanta   | 53         | 53        | 40.2 | .415 | .317 | .534      | 9.4   | 3.7    | 1.2       | .6    | 20.4  |
| 2004./05. | Boston    | 24         | 24        | 34.5 | .442 | .342 | .557      | 8.3   | 3.0    | 1.0       | 1.1   | 16.3  |
| 2005./06. | Miami     | 82         | 19        | 26.8 | .435 | .358 | .628      | 5.1   | 2.0    | .6        | .4    | 12.2  |
| 2006./07. | Miami     | 78         | 15        | 23.3 | .397 | .275 | .438      | 4.3   | 1.7    | .6        | .2    | 8.5   |
| 2007./08. | Minnesota | 46         | 1         | 19.4 | .363 | .324 | .530      | 3.7   | 1.0    | .7        | .2    | 8.0   |
| Ukupno    |           | 893        | 707       | 35.3 | .414 | .325 | .633      | 7.7   | 3.5    | 1.2       | .5    | 17.5  |
| All-Star  |           | 3          | 1         | 13.3 | .350 | .300 | .500      | 2.0   | 1.3    | .7        | .0    | 6.0   |

### Doigravanje
| Godina    | Klub   | Odig. uta. | Uta. poč. | Min. | 2P%  | 3P%  | Sl. bac.% | Skok. | Asist. | Ukr. lop. | Blok. | Poena |
| --------- | ------ | ---------- | --------- | ---- | ---- | ---- | --------- | ----- | ------ | --------- | ----- | ----- |
| 2001./02. | Boston | 16         | 16        | 43.9 | .411 | .385 | .781      | 8.6   | 3.3    | 1.5       | .4    | 22.1  |
| 2002./03. | Boston | 10         | 10        | 44.0 | .415 | .356 | .500      | 8.7   | 4.3    | 1.7       | .4    | 17.3  |
| 2003./04. | Dallas | 5          | 5         | 28.0 | .361 | .100 | .571      | 10.0  | 2.4    | 1.2       | .6    | 9.8   |
| 2004./05. | Boston | 6          | 6         | 37.3 | .413 | .368 | .636      | 7.3   | 2.3    | 1.2       | 1.0   | 16.7  |
| 2005./06. | Miami  | 23         | 23        | 37.5 | .403 | .324 | .574      | 5.6   | 2.4    | 1.0       | .3    | 13.3  |
| 2006./07. | Miami  | 4          | 0         | 23.0 | .405 | .500 | .818      | 2.3   | 1.5    | .5        | .2    | 11.8  |
| Ukupno    |        | 64         | 60        | 38.5 | .406 | .352 | .663      | 7.1   | 2.9    | 1.2       | .4    | 16.1  |

## Vanjske poveznice
- Profil na NBA.com
- Profil na Basketball-Reference.com